# Język wotu
Język wotu, także wadu – język austronezyjski używany przez ludność Wotu w prowincji Celebes Południowy w Indonezji. Według danych szacunkowych z 2009 roku posługuje się nim 500 osób (niewielka część grupy etnicznej Wotu).
Obszar jego użycia obejmuje dwie miejscowości: Bawalipu i Lampenai (kecamatan Wotu, kabupaten Luwu Timur), w północnym rejonie Zatoki Bone. W podobnej lokalizacji geograficznej używane są też języki bugijski i pamona. 
Do lat 80. XX w. jego pozycja pozostawała nieustalona, sugerowano pokrewieństwo z pamona lub odrębnymi genealogicznie językami południowego Celebesu (jak bugijski). Ostatecznie wotu został zaliczony do grupy języków celebeskich (Celebic). Najbliższe związki łączą go z takimi językami jak wolio i laiyolo.
Samo słowo wotu ma znaczyć tyle, co „rodzina”. „Wadu” to natomiast powielony błąd w pisowni.
Jest wyraźnie zagrożony wymarciem, gdyż jego użytkownicy to przede wszystkim osoby dorosłe (doszło do silnej redukcji przekazu międzypokoleniowego). Według szacunków w 1988 r. miał jeszcze 4000 użytkowników. Został w znacznej mierze wyparty przez indonezyjski i bugijski.
Wczesne dane leksykalne dot. wotu zebrał A. Kruyt; na ich podstawie przedstawiono wstępne spostrzeżenia gramatyczne (N. Adriani, 1898). Wśród nowszych materiałów są prace gramatyczne w języku indonezyjskim (Struktur Bahasa Wotu, 1987 ; Morfologi dan Sintaksis Bahasa Wotu, 1991 ) oraz skrótowy opis w języku angielskim (Wotu Grammar Notes, 2013) . W latach 90. XX w. dokumentacją wotu zajmował się W. Laidig pod auspicjami Summer Institute of Linguistics, który zebrał pewne materiały leksykalne i tekstowe.